# Ceahlău, Neamț
Ceahlău là một xã thuộc hạt Neamț, România. Dân số thời điểm năm 2002 là 2488 người.